# Etiologie biblijne
Etiologie biblijne – mityczne, przyczynowe wyjaśnienia faktów i zdarzeń, których używali autorzy biblijni. Etiologie pojawiają się najczęściej w pierwszych pięciu księgach Starego Testamentu, można je rozpoznać po typowych zwrotach Dlatego to miejsce nazwano... lub ...aż po dzień dzisiejszy. 
Etiologie stosowano m.in. w stosunku do sytuacji, których izraelska myśl religijna nie mogła wyjaśnić i zrozumieć (np. problem zła i cierpienia). 
Wyróżnia się następujące rodzaje etiologii:
- etnologiczna – wyjaśnia przyjazne lub wrogie stosunki Izraela z innymi narodami, np. z Edomitami, Ismaelitami, Moabitami. Służą jej drzewa genealogiczne oraz przedstawienie osób, które były protoplastami danych rodów;
- etymologiczna – przy pomocy podobnie brzmiących słów hebrajskich wyjaśnia znaczenie słów wywodzących się z obcych języków, np. historia wieży Babel;
- geograficzna/geologiczna – wyjaśnianie nazw miejscowości i zjawisk geologicznych przykładami z historii Izraela, np. Mara, miejscowość na półwyspie Synaj, wyjaśniona jako gorzkie źródło, gdyż tam Mojżesz zamienić miał gorzką wodę na zdatną do picia[1].
- religijno-kultyczna – wyjaśnienie pochodzenia zwyczajów religijnych i kultowych, np. obowiązek obrzezania, lub podział zwierząt na czyste i nieczyste;
- antropologiczna – wyjaśnienie doświadczeń ludzkiego życia jako konsekwencje wydarzeń biblijnych, np. rodzenie w bólu jako konsekwencja grzechu pierworodnego[2].

Opowiadanie etiologiczne nie wyklucza jego historycznego charakteru, który mógł zostać zachowany. Wśród biblistów istnieją spory co do klasyfikacji niektórych fragmentów - np. opowiadanie o zagładzie Sodomy i Gomory może być tylko etiologią - wyjaśnieniem powstania Morza Martwego, ale też wspomnieniem jakiegoś prehistorycznego kataklizmu.
Według B.S. Childsa i B.O. Longa, w wielu wypadkach w Biblii etiologie nie pokrywają się z głównym tokiem narracji, lecz raczej wzbogacają ją o nowe okoliczności. Nawet w wypadkach, gdzie występują typowe zwroty zamykające, opowiadanie może zawierać dodatkową intencję, inną niż tylko podanie przyczyn określonego stanu.